# Northbridge (Massachusetts)
Northbridge es un pueblo ubicado en el condado de Worcester en el estado estadounidense de Massachusetts. En el Censo de 2010 tenía una población de 15.707 habitantes y una densidad poblacional de 335,87 personas por km².

## Geografía
Northbridge se encuentra ubicado en las coordenadas 42°7′42″N 71°39′28″O / 42.12833, -71.65778. Según la Oficina del Censo de los Estados Unidos, Northbridge tiene una superficie total de 46.76 km², de la cual 44.72 km² corresponden a tierra firme y (4.38%) 2.05 km² es agua.

## Demografía
Según el censo de 2010, había 15.707 personas residiendo en Northbridge. La densidad de población era de 335,87 hab./km². De los 15.707 habitantes, Northbridge estaba compuesto por el 95.95% blancos, el 0.71% eran afroamericanos, el 0.15% eran amerindios, el 1.01% eran asiáticos, el 0.01% eran isleños del Pacífico, el 0.67% eran de otras razas y el 1.5% pertenecían a dos o más razas. Del total de la población el 3.13% eran hispanos o latinos de cualquier raza.